# Marinefemkamp
Marinefemkamp er en militær ekstremsport, som består af fem discipliner: livredning, forhindringssvømning, forhindringsbane, sømandskab og amfibieløb.

## Livredning
Livredning er en svømmediciplin, som skal forestille, at soldaten springer ud fra skibssiden, dykker under brændende olie for at redde sin kammerat, som er ved at drukne.

### Herrer
Der skal svømmes 75 meter i alt. Atleten er påført uniform fra starten. Efter udspringet skal de første 15 meter tilbagelægges neddykket. Efter at de første 50 m er tilbagelagt, skal atleten afklæde sig, for herefter at dykke ned til bunden, hente en livredningsdukke og bjærge denne de sidste 25 meter.

### Kvinder
Disciplinen udføres ligesom for herrerne, dog uden uniform.

## Forhindringssvømning

### Herrer
125 meter svømning med finner. Der udføres forskellige opgaver i vandet undervejs. Det indebærer 25 meter svømning med gevær, undervandspassage af net, passage af tromle i overfladen og åbning af en brandkobling.

### Kvinder
100 meter svømning med finner. Disciplinen udføres som for herrerne, dog uden 25 meter svømning med gevær. 

## Forhindringsbane
Forhindringsbanen er en standard Marineforhindringsbane inden for Forsvaret.
Den består af 10 eller 9 forhindringer, for hhv. mænd eller kvinder.

## Sømandskab
Sømandskab er en teknisk bane, hvor atlerne bliver udfordret på både styrke, kondi og finmotorik.
Der indgår bl.a. ophalning i bådsmandsstol, kast af kasteline, binding af knob og roning.

## Amfibieløb

### Herrer
Amfibieløbet består af 2400 meter løb, hvori der indgår skydning, gummibådssejlads og håndgranatkast(attrap). Atleten løber iført uniform (samme uniform der blev brugt til svømning), og med et gevær på ryggen.
Under skydning skal fem mål rammes med otte skud til rådighed. Der løbes strafdistance pr. mål der ikke rammes. Gummibådssejladsen har en distance på cirka 100 meter. Ved kast af håndgranat har atleten seks forsøg til at ramme en cirkel med 2 meter i diameter på 25 meters afstand. Der løbes en strafdistance, hvis målet ikke rammes i seks forsøg

### Kvinder
Disciplinen udføres som for herrerne, dog uden uniform og gevær.